# 大日寺 (岐阜市)
大日寺（だいにちじ）は岐阜県岐阜市西川手にある大日如来を本尊とする曹洞宗の寺院で、山号は光照山。美濃新四国37番札所。
文政12年（1829年）に小牧正眼寺の末寺であった霊松山久雲寺16世の鉄山本牛が光国寺より大日庵を譲り受けたのがその始まりで、翌年に小屋名円通寺10世の祖雲が開いたという。その後大法慧心尼以降は尼寺であったが、その後改められている。